# Kaukasisk korsved
Kaukasisk korsved (Rhamnus imeretina) er en stor, løvfældende busk eller et lille træ med en bred, uregelmæssig vækst. Bladene er store og blanke, mens blomsterne er gulgrønne og ret uanselige. Planten er velegnet som prydplante under havnære eller på anden måde beskyttede forhold.

## Kendetegn
Kaukasisk korsved er en stor, løvfældende busk eller et lille træ med en bred, uregelmæssig vækst. Stammen er kort, og hovedgrenene er opstigende. Barken er først gråbrun og børstehåret, men snart bliver den lysegrå med uregelmæssigt fordelte, hvide korkporer. Gamle grene og stammen får efterhånden en dueblå bark med flade, uregelmæssigt forløbende, beige furer. Knopperne er spredtstillede, spidse og rødbrune. Bladene er ovale, helrandede og svagt bølgede med talrige, fjerformigt fordelte bladribber. Oversiden er blank og græsgrøn til mørkegrøn, mens undersiden er grågrøn. Høstfarven er gul til gulbrun. Blomstringen foregår i maj-juni, hvor man finder blomsterne samlet i uregelmæssige stande ved bladhjørnerne. De enkelte blomster er 4-tallige og regelmæssige med gulgrønne kronblade. Frugterne er bær, som først er røde, men som er sorte ved modenhed.
Rodsystemet består af kraftige, vidtspredte rødder.
Planten når i sit hjemland en højde på ca. 3 m, og den får en kronediameter på helt op til 5 m.

## Hjemsted
Kaukasisk korsved hører hjemme i Lilleasien og det vestlige Kaukasus, hvor arten findes i skovbryn, lysninger og på overdrev og langs veje i bjerge, hvor der falder kraftig nedbør, og hvor jordbunden er leret og mineralrig.
I den sydlige bjergkæde i Kaukasus finder man skove på nordvendte skråninger med svag hældning i 1.110-1.550 m højde. Her består jordbunden af en fugtig, men veldrænet brunjord, og skovene er domineret af orientalsk bøg. Arten optræder i samfund med bl.a. Acer trautveterii (en art i løn-slægten), avnbøg, firblad, almindelig gyldenris, almindelig mangeløv, rederod, Betula litwinowii (en art af birk), Corylus colchica (en art af hassel), enblomstret snylterod, guldazalea, Ilex colchica (en art af kristtorn), kaspisk eg, kaukasisk blåbær, klæbrig salvie, laurbærkirsebær, orientalsk bøg, pontisk dafne, Primula woronowii (en art af kodriver), skovbjergmynte, skovhullæbe, skovrørhvene, skovstar, skovstilkaks, skovlilje (flere arter), skovsyre, Sorbus subfusca (en art af røn), 
Spidsløn, storblomstret kulsukker, Tilia begoniifolia (en art af lind) og viol (flere arter)

## Galleri
|  |  |  |

## Note
1. ↑  Navnet imeretina betyder: "fra Imereti", som er et karstområde, ca. 10 km fra byen Kutaisi i Georgien
2. ↑  Maia Akhalkatsi og David Tarkhnishvili: Habitats of Georgia – grundig oversigt over levestederne i Georgien (med både planter og dyr) (engelsk)